# Una Mattina
Una Mattina (2004) — музичний альбом італійського піаніста Людовіко Ейнауді.
Він описує альбом так: «якщо б хтось запитав мене про що цей альбом, я б відповів, що це збірка пісень, пов'язаних між собою історією. Але на відміну від моїх інших альбомів, ця робота не про минуле. Він розповідає про мене, моє життя, речі, що мене оточують. Про моє піаніно, яке я назвав Тагор, моїх дітей — Джесіку та Лева, оранжевий килим, який прикрашає вітальню, хмари, що повільно пливуть по небу, сонячне світло з вікна, музику, яку я слухаю, які книги читаю і ті, що не читаю, мої спогади, про моїх друзів та людей, яких я люблю.»

## Перелік композицій
Всі композиції написані Людовіко Ейнауді.
1. «Una mattina» — 3:26
2. «Ora» — 7:57
3. «Resta con me» — 4:57
4. «Leo» — 5:10
5. «A fuoco» — 4:32
6. «Dolce droga» — 3:38
7. «Dietro casa» — 3:53
8. «Come un fiore» — 4:28
9. «DNA» — 3:43
10. «Nuvole nere» — 5:04
11. «Questa volta» — 4:35
12. «Nuvole bianche» — 5:57
13. «Ancora» — 12:09